# Colombia (stacja metra)
Colombia – stacja metra w Madrycie, na linii 8 i 9. Znajduje się w dzielnicy Chamartín, w Madrycie i zlokalizowana jest przed stacją Nuevos Ministerios, Pinar del Rey (linia 8) oraz Pío XII i Concha Espina (linia 9). Została otwarta 21 maja 2002.